# خريطة بيري ريس

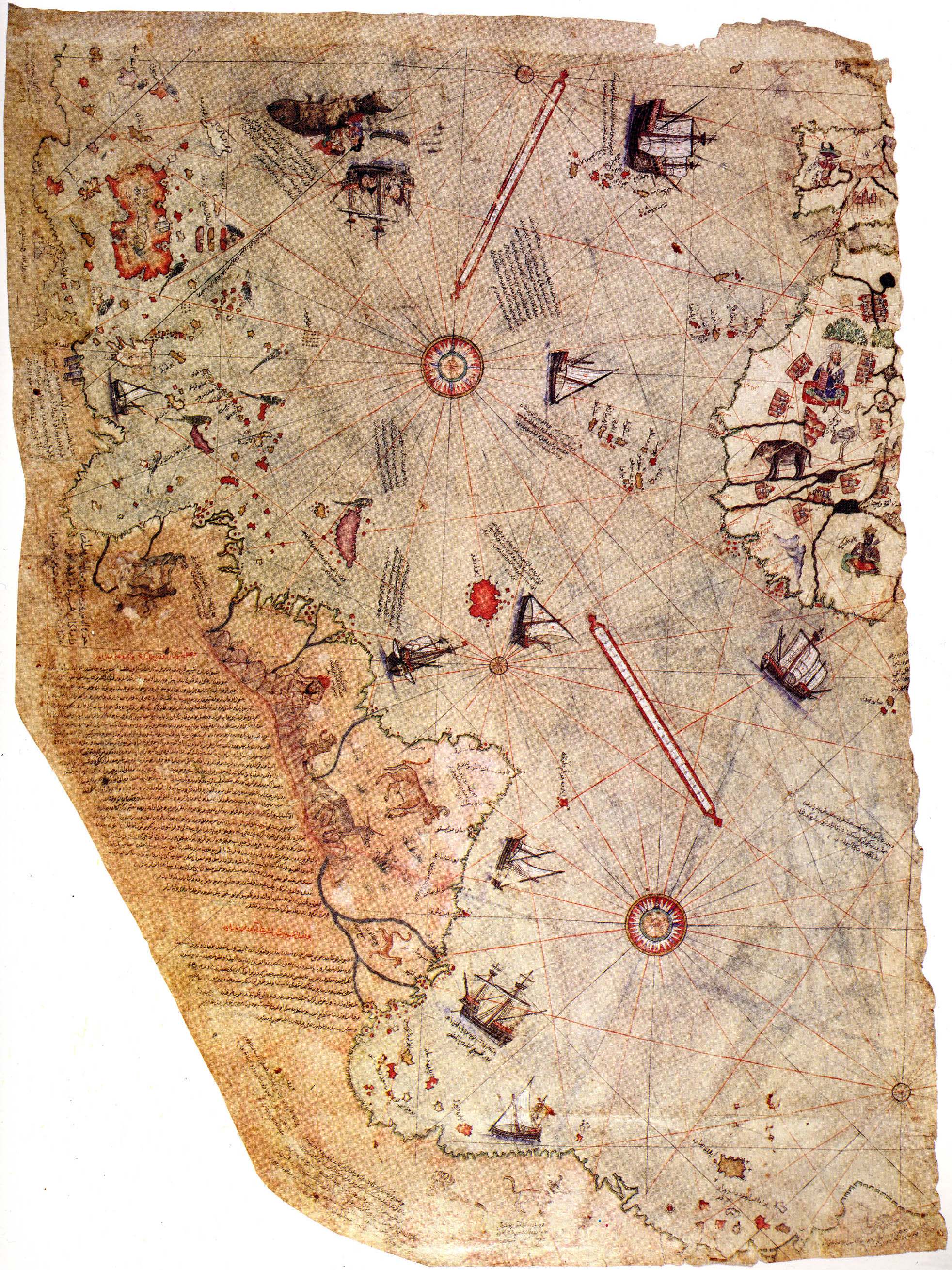
جزء ناجٍ من خريطة بيري ريس يظهر بها الشواطئ الشرقية لأميريكا الوسطى والجنوبية.

خريطة بيري ريس خريطة قديمة اكتشفت سنة 1929 أثناء عملية ترميم قصر طوب قابي بإسطنبول، وتنسب إلى الأميرال العثماني بيري ريس والذي رسمها سنة 1513م على جلد غزال، وأظهر فيها بدقة الجهة الغربية من أفريقيا والجهة الشرقية من أمريكا الجنوبية.

## مميزات الخريطة
خريطة بيري ريس ليست سوى جزء من خريطة كبيرة كاملة تمثل العالم المعروف في الوقت التي رسمت فيه، وحسب الكاتب سوساك فإن الخريطة عرضت على الصدر الأعظم رستم باشا سنة 1517م، وحسبه أيضا أن الأميرال التركي ريس قد رسم الخريطة بالرجوع إلى عدة خرائط أخرى من يونانية قديمة وحتى للبحارة البرتغاليين في عصره، ماجعلها الخريطة الأكمل في وقته.

## التأويلات شبه-علمية
أثارت خريطة بيري ريس الكثير من التأويلات حول أصلها ومضامينها وحقيقتها، فقد زعم البعض أنها من عمل مزور من القرن العشرين في سنوات الحرب العالمية، في حين جهد آخرون في محاولة إثبات استنباطاتهم حولها، وأشهرهم:
- سنة 1953م وبعد أن جمعت معطيات الخرائط التي أنشأتها البحرية الأمريكية للقطب الشمالي، قام الضابط أ. مالري بمقارنتها مع خريطة ريس ليستنتج أن الساحل الأمريكي الجنوبي مشابه للساحل القطبي الجنوبي القاري.
- وجد البروفيسور شارلز هابغوود نفسه أمام خريطة بيري ريس عندما كان باحثا عن أجوبة لسؤال طرحهُ عليهِ تلميذ لهُ بجامعة سبرينغفيلد حول قارة مو الأسطورية، وعمل أيضا على مقارنتها بخرائط البحرية الأمريكية ليصل إلى استنتاج أن طوفانا أو كارثة كبرى وحدهما قادرين على محو قارة من الوجود فجأة. ثم إنه بعد ذلك أسس لنظرية تقول بأن القشرة الأرضية تحركت بآلاف الكيلومترات مما سبب اختفاء قارة مو، ثم سعى للبحث عن المدينة الأسطورية أتلانتيك وكتابه يشكك في نظرية داروين ويجدد الاعتقاد بالكتب السماوية وما روته.
- ومن الذين ذهبوا بعيدا: جاك بارجيي الذي أكد أن خريطة كهذهِ لا يمكن أن ترسم إلا من آلة طائرة، مقويا القول بالأصل «الفضائي» للخريطة.

## المقاربة العلمية
عدة دراسات علمية لم تقبل تماما التأويلات التي تتبنى «خوارق» الأحداث، حيث أن ستيفان دوش ، غرغوري ماكينتوش  ودييغو كيوغي  أكدوا أن الذين يقولون بتلك الخوارق يبالغون جدا في دقة الخريطة ولا يلتفتون للملاحظات المكتوبة فيها، وأن القارة المرسومة في أسفل الخريطة إنما تمثل الساحل الجنوبي للبرازيل، الأروغواي والأرجنتين وأن اعتبارها تمثيلا للقطب الجنوبي يبقى مسألة جدلية. وقد أكد الخبراء بعد اختبار الكربون 14 لجلد الخريطة وحبر الكتابة عليه أن الخريطة أصلية وتعود إلى بدايات القرن 16م، وتعكس مدى تطور الملاحة العثمانية في ذلك الوقت.

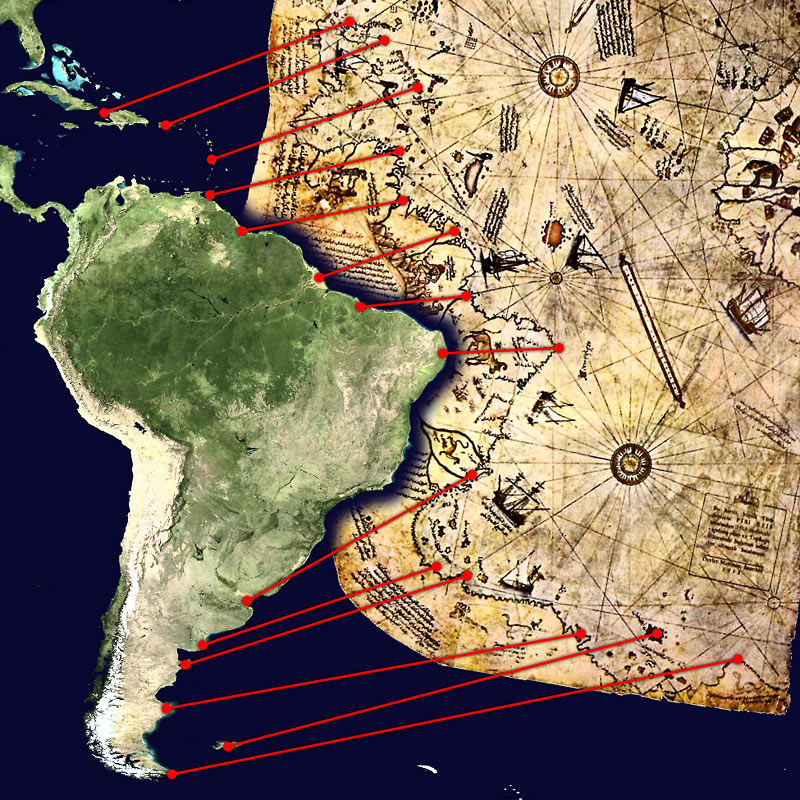
التفسير المحتمل للجز الجنوبي لخريطة بيري ريس